# Мейняска
Мейняска (рум. Măineasca) — село у повіті Ілфов в Румунії. Входить до складу комуни Петрекіоая.
Село розташоване на відстані 25 км на північний схід від Бухареста, 133 км на південний схід від Брашова.

## Населення
За даними перепису населення 2002 року у селі проживали 367 осіб. Усі жителі села рідною мовою назвали румунську.
Національний склад населення села:
| Національність | Кількість осіб | Відсоток |
| -------------- | -------------- | -------- |
| румуни         | 360            | 98,1%    |
| цигани         | 7              | 1,9%     |